# Korol' i Shut
Korol' i Shut (tiếng Nga: Король и шут, Ông vua và thằng hề) là một ban nhạc Nga từ Sankt-Peterburg. Thành lập năm 1988 bởi những bạn đồng môn.

## Ghi âm
- 1994 — Bud' kak doma, putnik (Cứ coi như ở nhà, người lẩn thẩn)
- 1996 — Kamnem po Golove (Bằng đá trên đầu)
- 1997 — Korol' i Shut (Ông vua và thằng hề)
- 1999 — Acustichesky albom (Album thanh học)
- 1999 — Yeli miaso muzhiki (Những người đàn ông đã ăn thịt)
- 2000 — Geroi i zlodei (Những anh hùng và những kẻ độc ác)
- 2001 — Sobranie (Tập hợp)
- 2001 — Kak v staroy skazke (Như trong truyện cổ tích cũ)
- 2002 — Zhal, net ruzhya! (Tiếc quá, không có súng!)
- 2003 — Meortvy anarhist (Người theo chủ nghĩa vô chính phủ chết chóc)
- 2004 — Bunt na korable (Cuộc nổi loạn trên tàu)
- 2006 — Prodavec koshmarov (Người bán ác mộng)